# Arend Brandligt
 (février 2019).
Arend Brandligt, né le 26 juillet 1974 à Oploo, est un acteur néerlandais.

## Filmographie

### Cinéma et téléfilms
- 2000 : In goede aarde : Elmer
- 2011 : Conquest (Nova Zembla) : Adriaan
- 2012 : Roes : Andre
- 2013 : Flikken Maastricht : Gerrie Maaskant
- 2013 : Dokter Tinus : Klaas
- 2014 : Ramses (nl) : Le technicien
- 2014 : Celblok H (nl) : Marcel
- 2014 : Moordvrouw : Joost Lamers
- 2014 : Hollands Hoop (nl) : Wesley
- 2015 : Het mooiste wat er is : L'ami du bateau
- 2015 : Divorce (nl) : Le détective
- 2016 : Caps Club (nl) : Alexander van Bruggen
- 2016 : Catch[Quoi ?] : Luuk Zemmler
- 2016 : De Held (nl) : Paul
- 2016-2017 : Alpha Blondy'Toon (nl) : Dylan
- 2017 : Flikken Rotterdam (nl) : Jort Wester
- 2018 : Force (nl) : L'agent Henneman